# 蓝喉仙鹟
蓝喉仙鶲（学名：[Cyornis rubeculoides] 错误：{{Lang}}：文本有斜体标记（帮助））为鶲科仙鶲属的鸟类。该物种的模式产地在喜马拉雅山脉。

## 亚种
- 蓝喉仙鶲西南亚种（学名：[Cyornis rubeculoides glaucicomans] 错误：{{Lang}}：文本有斜体标记（帮助））。在中国大陆，分布于陕西、贵州、四川、云南等地。该物种的模式产地在湖北。[2]